# Erika Lagerbielke
Erika Gunilla Lagerbielke (* 5. Januar 1960 in Stockholm, Schweden) ist eine schwedische Glasdesignerin und Professorin für Glasdesign.

## Werdegang
Erika Gunilla Lagerbielke, Tochter von Textilkünstlerin Gunilla Lagerbielke und des Designers Lars Johanson, wurde 1960 in Stockholm geboren. Über ihre Jugendjahre ist nichts bekannt. Sie studierte zwischen 1979 und 1983 Produktdesign an der Kunsthochschule Konstfack in Stockholm. Sie hatte ein Arbeitsstipendium von der Glashütte Orrefors und arbeitete bereits seit 1982 vor ihrem Abschluss an der Kunsthochschule in der Glashütte. Im Laufe der Zeit wurde sie zu einer der bekanntesten Glasdesignerin. Zu ihren Arbeiten zählt die Intermezzo-Serie – ein Glasservice, welches sie 1985 für ein jüngeres Publikum entwarf. Charakteristisch für die Serie ist der leuchtend blaue Tropfen im Glasstiel. Die Serie sollte sich zu einer der meistverkauften in der Geschichte von Orrefors entwickeln. Lagerbielke sagte später folgendes:

„Air is one of the elements of glass, and the tradition of decorating glass with air bubbles was my inspiration in designing the 30th anniversary Intermezzo glass, named Air.“

In den Folgejahren entwarf sie die Merlot-Serie, welche sich durch ihre Funktionalität und Ästhetik auszeichnete.
2002 entwarf sie die Difference-Serie. Ziel war es dabei, das Geschmackserlebnis zu intensivieren. Bei dem Entwurf der Formen arbeitete sie mit dem Weinexperten Bengt Göran Kronstam zusammen. Die Formen der Gläser wurden auf die unterschiedlichen Getränke abgestimmt.
Für ihre Glasserien Intermezzo, Merlot und Difference wurde ihr jeweils ein Excellent Swedish Design Award verliehen.
Neben ihrer Tätigkeit bei Orrefors war sie von 2005 bis 2009 als Assistenzprofessorin für Design mit der Fachrichtung Glasdesign an der Universität Växjö tätig. 2009 gab sie ihre Stellung bei Orrefors auf. Eine ihrer letzten Arbeiten war dort der Entwurf des Glasgeschirrs, welches das Hochzeitsgeschenk vom schwedischen Parlament und Regierung an die Kronprinzessin Victoria von Schweden und ihren Ehemann Daniel von Schweden war.
Sie machte sich selbstständig. 2009 war sie unter Erika Lagerbielke Design tätig und seit 2010 mit Tomas Åhlman unter Erika Lagerbielke & Co AB. Daneben arbeitet sie seit 2010 als Assistenzprofessorin für Glasdesign an der Linné-Universität.
Lagerbielke beschäftigt sich seit neuestem mit dem Design von Teppichen. Dabei kommt ihr die Erfahrung aus dem Glasdesign zugute, wie mit den Farben in mehreren Schichten zu arbeiten. Nach ihrer Ansicht ist ein Teppich einer der wichtigsten Einrichtungsgegenstände in einem Raum, welcher diesem den Charakter verleiht. Sie bevorzugt Funktion und Innovation. Ihr Ausdruck von Design ist sowohl klassisch als auch dynamisch. Dabei spielen Farbkombinationen in ihrer Arbeit eine große Rolle. In diesem Zusammenhang sagte sie Folgendes:

„I actually grew up among yarns and fabrics. My parents worked with textile art and design in their own studio and I was often with them there. I have a strong emotional relation to textiles, but no real specialist knowledge. That makes the work of designing rugs rather exciting.“

## Weblink
- Erika Lagerbielke auf der Website von kallemo.se